# Aschūradeh
Aschuradeh oder Aschur-Ade (persisch آشوراده Aschūrade, russisch Ашур-Ада Aschur-Ada) ist eine Insel im Kaspischen Meer.

## Geografische Lage
Die Insel liegt gegenüber dem östlichen Ende der Miankaleh-Halbinsel, nordöstlich der nach der golestanischen Hauptstadt Gorgan benannten Gorgan-Bucht, nahe der iranischen Küste. Sie gehört zum Landkreis Behschahr ganz im Osten der Provinz Māzandarān. Aschuradeh wurde durch einen Kanal von der Halbinsel getrennt. Sie ist die einzige zum Iran gehörige Insel im Kaspischen Meer.
Die Insel misst eine Gesamtfläche von 800 Hektar. Sie erreicht eine Höhe von 26 Metern über dem Kaspischen Meer, das 28 Meter unter dem Meeresspiegel liegt. Lediglich drei Kilometer entfernt auf dem Festland liegt Bandar-e Torkaman, von wo aus man die Insel erreicht. Die Insel liegt im Zentrum der persischen Kaviarproduktion.

## Geschichte
Etwa 300 Familien lebten früher auf der Insel. Die Ansiedlungen sind heute verwüstet und verwaist. Bandar-e-Torkaman nahm etwa 500 ehemalige Bewohner Aschuradehs auf, da deren Häuser aufgrund des gestiegenen Pegels des Kaspischen Meers überspült wurden und verlassen werden mussten. 1837 besetzten russische Streitkräfte die Insel, trotz massiver Proteste Persiens. Zwar war die russische Flotte seitens des Iran um Unterstützung angehalten worden, da die Region durch turkmenische Piraten in Unsicherheit versetzt war, doch nahm die Armee des zaristischen Russlands diese Gelegenheit wahr, sich in der Folgezeit jahrzehntelang mittels eines Militärpostens auf der Insel einzurichten. Einerseits befürchtete man, sich potentieller Übergriffe durch iranische und turkmenische Großgrundbesitzer erwehren zu müssen, insbesondere jedoch sollten die eigenen Handelsbeziehungen ausgeweitet werden. Erst am 26. Februar 1921 wurde die Insel verbindlich an den Iran zurückgegeben.
Die Dekade von 1940 bis 1950 war davon geprägt, dass das Gewässer zwischen der Insel und dem Festland sehr seicht wurde und über eine Sandbank ein Fußweg eröffnet werden konnte. Dies hängt damit zusammen, dass die Küste von Torkaman das geringste Gefälle der gesamten iranischen Kaspiküste aufweist.

## Trivia
Der Name der Insel hat nichts mit dem schiitischen Aschura-Fest zu tun.